# Księga Mormona (część Księgi Mormona)
Księga Mormona [Morm] –  w religii mormońskiej część Księgi Mormona należącej do kanonu świętych ksiąg, Świętych w Dniach Ostatnich. W Księdze Mormona została umieszczona między Czwartym Nefim a Księgą Etera. W jej skład wchodzi 9 rozdziałów. Opisuje fikcyjne wydarzenia, które miały mieć miejsce między 306 rokiem p.n.e. a 421 rokiem n.e.

## Podział Księgi
1. Pierwszy rozdział opisuje wojnę między Nefitami a Lamanitami. Tam też jest mowa o Trzech uczniach Pańskich pochodzących z rodu Nefitów którzy mieli stać się nieśmiertelnymi. Rozdział ten opisuje również powszechny upadek moralności.
2. W drugim rozdziale Mormon dowodzi armią Nefitów i zawiera układ z Lamanitami
3. W trzecim rozdziale Mormon nawołuje Nefitów do nawrócenia. Mormon stara się nawrócić 12 pokoleń Izraela na chrześcijaństwo.
4. W rozdziałach 4–5 trwają nadal walki Nefitów z Lamanitami.
5. W rozdziale 6 Mormon ukrywa kroniki na wzgórzu Kumorah.
6. W 7 rozdziale Mormon stara się dalej nawrócić Nefitów do czytania Biblii
7. Rozdział 8 zapowiada, że Kroniki Nefitów zostaną ludziom ujawnione w przyszłych czasach.
8. W ostatnim rozdziale Mormon dalej nawraca Nefitów.

## Czas wydarzeń
Wydarzenia przedstawione w Księdze Mormona rzekomo miały miejsce między 306 rokiem p.n.e. a 421 rokiem n.e.

## Różnice między Biblią a proroctwami Mormona
Mormon wpada w patrypasjanizm pisząc, że Jezus Chrystus był jednocześnie Ojcem i Synem